# Ølstformationen
Ølstformationen er et cirka 55 millioner år gammelt lerlag, der forekommer i det meste af Jylland syd for Limfjorden. Formationen har navn efter landsbyen Ølst syd for Randers, hvor det kan ses i 2 nærliggende lergrave. Laget er op til 30 m tykt og har 160 vulkanske askelag. Det er samtidigt med Furformationen.